# George Saliba

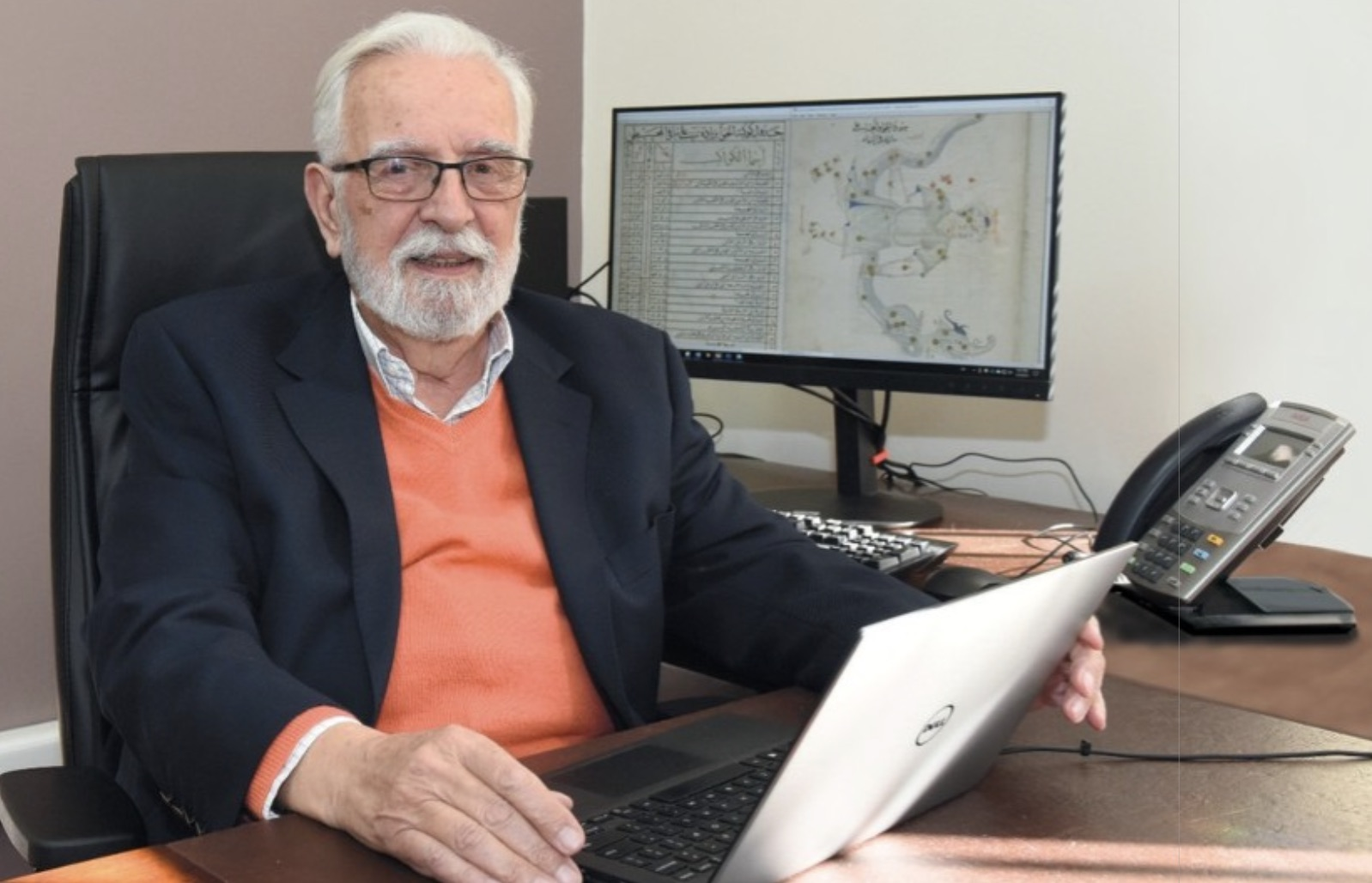
George Saliba, 2019

George Saliba (* 9. Dezember 1939 in Schrīn; englisch Chrine; im heutigen Gouvernement Libanonberg, Libanon) ist ein US-amerikanischer Arabist und Islamwissenschaftler.

## Leben und Werk
Saliba studierte an der Amerikanischen Universität von Beirut und erwarb 1963 einen Bachelor of Science in Mathematik und 1965 einen Master of Arts. Er setzte sein Studium an der University of California at Berkeley fort und erwarb dort einen Master of Science in Semitistik und schließlich wurde er in Islamwissenschaft promoviert.
Seit 1979 ist er im Department of Middle Eastern, South Asian, and African Studies der Columbia University, New York, tätig, zuletzt als Professor für Arabistik und Islamwissenschaft.
Saliba hat die Überlieferung mathematischer und astronomischer Vorstellungen von der islamischen Welt nach Europa im 15. und 16. Jahrhundert in den Mittelpunkt seiner Arbeiten gestellt. Ein besonderes Arbeitsfeld ist die Rezeption der griechischen in der arabischen Naturwissenschaft und Astronomie.

## Auszeichnungen
Saliba hat 1993 den History of Science Prize der Third World Academy of Science erhalten, 1996 den History of Astronomy Prize von der Kuwait Foundation for the Advancement of Science. Er wurde zum Distinguished Kluge Chair an der Library of Congress gewählt (2005–2006) und zum Distinguished Carnegie Scholar (2009–2010).

## Antisemitische Äußerungen
Saliba ist 2004 mit antisemitischen Äußerungen gegenüber Studenten der Columbia University hervorgetreten, die sich ihm gegenüber beklagten.

## Schriften (Auswahl)
- Islamic Science and the Making of the European Renaissance. MIT Press 2007, ISBN 0-262-19557-7 (hardcover, and in paperback as of 2011). – Übersetzungen ins Türkische, Arabische und Bahasa (Indonesisch)
- A History of Arabic Astronomy: Planetary Theories During the Golden Age of Islam. New York, University Press 1994, ISBN 0-8147-7962-X (hardcover), (reissue edition 1995), ISBN 0-8147-8023-7 (paperback)
- mit Linda Komaroff, Catherine Hess: The Arts of Fire. Islamic Influences on Glass and Ceramics of the Italian Renaissance. Getty Trust Publications, J. Paul Getty Museum 2004, ISBN 0-89236-757-1 (hardcover)
- The Crisis of the Abbasid Caliphate (Tabari, Ta'rikh Al-Rusul Wa'l-Muluk; annotated translation). State University of New York Press, 1985, ISBN 0-87395-883-7 (Hardcover), ISBN 0-7914-0627-X (paperback)
- The Astronomical Work of Mu’ayyad al-Din al-’Urdi (died 1266): A Thirteenth Century Reform of Ptolemaic Astronomy. Markaz dirasat al-Wahda al-'Arabiya, Beirut, 1990, 1995
- mit Sharon Gibbs: Planispheric astrolabes from the National Museum of American History. Smithsonian Institution Press 1984, ISBN 0-608-11955-5 (paperback)
- The Ash'arites and the Science of the Stars in Richard G. Hovannisian and George Sabagh (eds.), Religion and Culture in Medieval Islam (Cambridge: Cambridge University Press, 1999), 79–92.
- The Pebble That Became A Fist-Full Rock: On the Continued Importance of Edward Said's Orientalism. (online)
- Ibn Sīnā und Abū ʿUbayd al-Jūzjānī: The Problem of the Ptolemaic Equant. In: Journal for the History of Arabic Science. Band 4, 1980, S. 376–403.